# Petroica celluda
La petroica celluda (Poecilodryas superciliosa) és un ocell de la família dels petròicids (Petroicidae).

## Hàbitat i distribució
Habita la selva pluvial, vegetació de ribera i manglars de la costa nord-est d'Austràlia Occidental, i cap a l'est, a través del nord del Territori del Nord fins al nord de Queensland a la Península del Cap York.